# Violência no Campeonato Europeu de Futebol de 2016

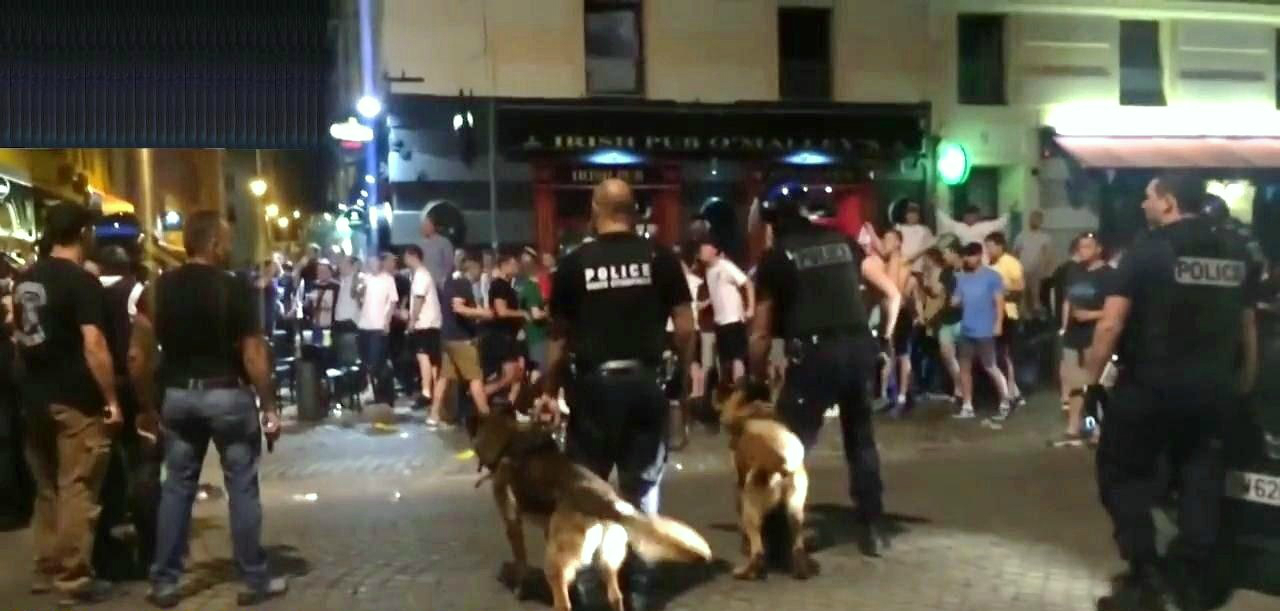
Cobertura de notícias de tumultos em Marselha durante o UEFA Euro 2016

O Campeonato Europeu de Futebol de 2016 na França teve vários casos registrados de vandalismo e de violência relacionada entre os fãs, tanto nos terraços onde as partidas aconteceram e em cidades perto dos estádios.
A violência começou antes do início do torneio e envolveu confrontos entre vários países, incluindo Inglaterra , Rússia , Croácia e França. Alguns dos distúrbios vieram de gangues estabelecidas e organizações de futebol hooligans, que estavam deliberadamente destinados a provocar. Eles entraram em confronto com a polícia que controlava a multidão usando gás lacrimogêneo e canhões de água.
Ambos os organizadores e funcionários do governo em vários países condenaram a violência e recomendaram várias sanções, como potencial desqualificação do torneio e uma proibição de bebidas alcoólicas. Políticos russos disseram mais tarde que o país estava tendo um tratamento injusto e protestaram contra uma desqualificação.

## Eventos

### Marselha
Em 10 de junho, os fãs ingleses em Marselha entraram em confronto com a polícia, que usou gás lacrimogêneo para dispersar a multidão. Um fã e um homem local foram presos. Os fãs mais tarde se queixaram de que a polícia estava desnecessariamente os confrontando e provocaram mais problemas. O Ministro Sombra britânico, Andy Burnham, condenou a violência, alegando que a maioria tinha sido "desapontada por uma minoria". Mais tarde seis torcedores foram presos e acusados de atirar garrafas contra a polícia ou outros fãs. Foi relatado que um torcedor inglês estava em estado grave no hospital, enquanto dezenas de outros ficaram feridos nos confrontos. A esposa do atacante inglês Jamie Vardy, Rebeca, foi atingida por bombas de gás lacrimogêneo durante os confrontos. Os dois primeiros torcedores ingleses foram condenados a três meses de prisão por atirar garrafas contra a polícia e foram banidos por dois anos da França.
Em 11 de junho, fãs ingleses e russos entraram em confronto durante o dia, antes do jogo daquela noite entre as duas equipes. O torcedor inglês Andrew Bache foi hospitalizado depois de sofrer lesões cerebrais e uma parada cardíaca durante um ataque por um grupo de fãs russos supostamente armados com barras de ferro. A polícia novamente usou gás lacrimogêneo e canhões de água para controlar as multidões. Imediatamente após a partida, que terminou empatada em um a um, cerca de 150 fãs russos no Estádio Vélodrome avançaram em direção aos torcedores ingleses em um terraço vizinho. Foi relatado que os fãs russos usaram sinalizadores e subiram em cima de cercas para atacar os torcedores rivais. Dois adeptos russos também foram presos durante um invasão de campo durante o jogo.
Um vídeo foi liberado mais tarde mostrando os "ultras" russos atacando torcedores ingleses com cadeiras e barras de metal. O promotor-chefe em Marselha chamou o grupo de "hiper-rápido e hiper-violento".

### Lille
"A coisa toda é um desastre esperando para acontecer. É como um barril de pólvora enorme esperando para explodir a qualquer minuto"

Resposta dos fãs para a atmosfera na Euro 2016.
Em 12 de junho, o fãs alemães e ucranianos se enfrentaram em Lille, com mais violência e brigas nas ruas. A UEFA disse depois que tinha "sérias preocupações" sobre a segurança da cidade. Mais 4.000 policiais foram relocados até 15 de junho em preparação para os jogos que envolvessem Rússia e Inglaterra (que jogava em Lens). Uma briga menor entre ingleses e russos irrompeu no centro da cidade em torno da meia-noite. Quatro fãs russos foram presos mais tarde, com o planejamento da polícia francesa para deportá-los.
Fãs russos e ingleses entraram em confronto novamente no dia seguinte, exigindo que a polícia usasse gás lacrimogêneo para dispersar as multidões depois do jogo da Rússia contra a Eslováquia no Stade Pierre-Mauroy. Os fãs foram conduzidos pela polícia de choque para longe da praça principal, e a atmosfera acalmou.
Pelo menos 36 pessoas foram presas depois do confronto entre ingleses e russos no centro da cidade de Lille em 15 de junho; um total de 16 pessoas foram hospitalizadas. A polícia francesa usou gás lacrimogêneo e revistou centenas de torcedores ingleses, como os sinalizadores sendo acionados.

### Nice
Em 12 de junho, a violência eclodiu entre os torcedores da Irlanda do Norte e franceses em Nice depois do jogo contra a Polônia. As notícias mais tarde mostraram que o ataque tinha sido provocado pelos "ultra" franceses. Sete torcedores ficaram feridos, um deles gravemente.
Em 17 de junho, vários fãs espanhóis, vestindo insignia neo-nazista, foram presos por roubo com violência antes da partida entre Espanha e Turquia.

### Colônia
Na noite de 16 de junho, hooligans russos atacaram três turistas espanhóis na cidade alemã de Colônia. O ataque foi aparentemente provocado quando os espanhóis, dois homens e uma mulher, colocaram adesivos com slogans anti-fascistas em um poste. De acordo com a polícia, o grupo de russos eram membros de um grupo de direita. As autoridades encontram na posse deles bilhetes para os jogos da equipe russa no Campeonato Europeu de 2016 contra a Inglaterra e Eslováquia, bem como disfarces, como máscaras. Seis pessoas foram detidas, cinco deles imediatamente após o ataque e um no aeroporto.

### Saint-Étienne
"Estes não são fãs croatas, eles são terroristas. O que me dói é que o Estado não quer lidar com isso. Este é um ato terrorista. Espero que eles os identifiquem e que acabem onde eles pertencem"

Reação do técnico croata Ante Čačić sobre o incidente.
Durante o jogo entre República Checa e Croácia em 17 de junho em Saint-Étienne, hooligans croatas lançaram sinalizadores no campo, fazendo o árbitro Mark Clattenburg parar o jogo pouco antes do fim, e os fãs começaram a brigar entre eles. Um funcionário foi atingido com um panchão depois que um torcedor croata jogou-o para o campo e o atacante Ivan Perišić quase foi atingido quando um sinalizador voou em sua direção. Um total de oito foguetes, bem como outros objetos, foram lançados no campo. A equipe tentou acalmar a multidão sem sucesso e Clattenburg, em seguida, moveu todos os jogadores para o centro do campo para evitar lesões. A UEFA começou uma investigação.
Antes do início do jogo, o Comitê Croata Helsinki alertou as autoridades francesas e os organizadores para impor medidas de segurança adicionais, já que 300 membros da Torcida Split (torcedores ultras do HNK Hajduk Split) estavam entrando na cidade. Um grupo foi parado pela polícia na fronteira croata após máscaras e medicamentos serem descobertos. Fontes de notícias croatas relataram que antes do início da partida, a Torcida transmitiu imagens através de mídias sociais do estádio e a interrupção foi planejada pelos grupos ultras Bad Blue Boys, Armada Rijeka e Ultrasi [hr]. Os grupos queriam se revoltar contra a Federação Croata de Futebol (HNS) e constranger publicamente o país.
O presidente da HNS Davor Šuker confirmou os relatos de tumultos. Os comissários da HNS declararam que colaboraram com as polícias croata e francesa, bem como com a UEFA, em fornecer a informação de que um distúrbio aconteceria no minuto 85 do jogo. Como resultado, a polícia francesa entrou no estádio dois minutos antes. Foi relatado que o incidente foi planejado e conduzido pelos ultras da Torcida Split que têm boas relações com os fãs do AS Saint-Étienne.

## Reações

### UEFA
Após os casos de violência, ambas as seleções de Inglaterra e Rússia foram ameaçadas de desclassificação pela UEFA caso o tumulto causado por seus torcedores continuassem.
Em 14 de junho, foi dada a equipe russa uma pena suspensa e uma multa de 150.000 euros com uma advertência rigorosa de que iria ser removida do torneio se houvesse mais violência. Cinquenta fãs russos foram deportados. A sentença só poderia se aplicar a eventos dentro do estádio com a UEFA sendo responsável por tudo. A Inglaterra também foi avisada sobre uma desclassificação, mas não foram formalmente acusados.

### França
Em 13 de junho, o Ministro do Interior francês Bernard Cazeneuve pediu a todas as cidades que participam do torneio que proibissem a venda de álcool em dias de jogos e no dia anterior. Ele também recomendou a proibição da venda de quaisquer recipientes que poderiam ser usados como mísseis. Houve queixas posteriores que a proibição não coibia a venda ilegal de bebidas e era de facto inaplicável.
A polícia francesa identificou um grupo de 150 hooligans russos bem treinados que causaram violência e desordem. Em 18 de junho, foi anunciado que o líder de extrema-direita da Associação de Torcedores de Futebol Russo Alexander Shprygin foi deportado da França, juntamente com outros 19 fãs.

### Rússia
O treinador russo Leonid Slutsky não contestou a desqualificação ou multa, dizendo que ele estava confiante de que não correria mais violência. Igor Vladimirovich Lebedev do Partido Liberal Democrata da Rússia, foi relatado ter dito: "Eu não vejo nada de terrível sobre os fãs lutando... Continuem assim! "; ele coloca a culpa na falta de organização e de policiamento. O presidente Vladimir Putin condenou a violência e discordou fortemente com alguns relatórios mostrando as autoridades russas aparecendo para apoiá-lo. A polícia francesa identificou um grupo de 150 hooligans russos bem treinados que causaram violência e desordem.
Em uma conferência de imprensa oficial em 14 de junho, o atacante russo Artem Dzyuba argumentou que o grau de culpa em Marselha tinha sido "50-50", acusando a mídia britânica de reagir "como se os adeptos britânicos fossem anjos comportados". Quando informado de que oficiais de inteligência da polícia haviam acusado 300 fãs russos de lançar um ataque coordenado aos ingleses, Dzyuba respondeu: "Autoridades francesas deram essa informação. Eu tenho outra informação. A outra coisa é política. Nós não podemos dizer que [alguém] está errado e que [alguém] não está errado". Slutsky também mencionou "todos os gestos que recebemos quando estávamos em nosso ônibus no caminho para o estádio foram destes adeptos ingleses".
Em resposta às sanções contra a Rússia, o embaixador francês foi chamado ao Ministério do Exterior russo para responder a perguntas sobre o tratamento de torcedores russos. O ministro do Exterior Sergey Lavrov criticou fortemente a polícia sobre as ordens de deportação, especialmente um incidente onde os fãs foram obrigados a deixar um ônibus para controle de identidade. Ele acreditava que tal ação violou as regras da Convenção de Viena.

### Inglaterra
O Ministro Sombra britânico Andy Burnham condenou a violência, alegando que a maioria tinha sido "desapontada por uma minoria". Em uma conferência de imprensa antes do jogo contra o País de Gales, o técnico da Inglaterra Roy Hodgson e o capitão Wayne Rooney fizeram um pedido para fãs "ficarem fora de problemas", reiterando posição oficial da The Football Association.

### Croácia
A presidente croata Kolinda Grabar-Kitarović solicitou uma sessão do governo após o jogo entre a Croácia e a República Checa para discutir problemas causados por torcedores. A Federação Croata de Futebol pediu desculpas pelo comportamento de seus fãs no estádio.